# Gino Marielli
Luigi Marielli, dit Gino Marielli, est un musicien italien né à Olbia le 25 janvier 1958. Il est surtout connu en tant que guitariste du groupe sarde Tazenda.

## Biographie
Marielli est aussi le compositeur de presque toutes les chansons du groupe. Il joue avec le groupe depuis environ vingt ans, et a composé plus de cent chansons. Ses textes, écrits exclusivement en langue sarde, se caractérisent par des thèmes profonds.
Avec le claviériste Luigi Camedda, après que Andrea Parodi ait quitté le groupe, il a continué dans sa voie et est sorti dans les bacs, en 1998, l'album Sardinia.
En 2006, il publie un livre Le mie canzoni per i Tazenda, dans lequel il explique comment sont nées ses chansons.